# Vrhnja internetna domena
Vŕhnja ínternetna doména (angleško Top Level Domain, kratica TLD) je del sistema domenskih imen na internetu, po katerem DNS strežniki dodeljujejo imena IP-naslovom. Ime računalnikov je v tem omrežju sestavljeno iz domene in končnice, največkrat je pred vsem skupaj www. Primer: [www.domena.tld] ali samo [domena.tld], pri čemer se vrhnja internetna domena nanaša le na zadnji del imena, torej .tld.
Trenutno so v sistemu naslednje vrhnje internetne domene:
- .aero - letalski prevozniki
- .biz - poslovni svet
- .com - podjetja
- .coop - zadruge
- .edu - izobraževalne organizacije (prvenstveno tiste v ZDA)
- .gov - agencije vlade ZDA
- .info - informacije (brez omejitev)
- .int - s pogodbo ustanovljene mednarodne organizacije
- .mil - oborožene sile Združenih držav Amerike
- .museum - muzeji
- .name - posamezniki
- .net - omrežna infrastruktura (npr. internetni ponudniki)
- .org - organizacije, ki ne sodijo v nobeno od ostalih vrhnjih internetnih domen
- .pro - poklicni strokovnjaki

Posamezne države uporabljajo kot vrhnjo internetno domeno dvočrkovno kodo, določeno s standardom ISO 3166, npr.: Slovenija .si; za popolni seznam glej Seznam vrhnjih internetnih domen.

## Zgodovina
Prvih šest vrhnjih internetnih domen je bilo določenih januarja 1985:
- .com
- .edu
- .gov
- .net
- .org
- .mil

Domene .com, .net in .org so v nasprotju z njihovo zamišljeno vlogo dostopne vsem za vsakršen namen.
Novembra 1988 je bila kot odziv na prošnjo organizacije NATO dodana domena .int, ki naj bi odražala njeno naravo mednarodne organizacije.
Oktobra 1998 so ustanovili organizacijo ICANN (Internet Corporation for Assigned Names and Numbers) in ji poverili nalogo upravljanja vrhnjih internetnih domen. 16. novembra 2000 je bilo po krajši razpravi uvedeno sedem novih vrhnjih internetnih domen:
- .aero
- .biz
- .coop
- .info
- .museum
- .name
- .pro

V rabo so bile uvedene junija 2001, in do konca tega leta so domene .biz, .info in .museum že povsem delovale. Domeni .name in .coop sta začeli polno delovati januarja 2002, .pro pa maja istega leta. V tem letu je začela delovati tudi domena .aero.
26. junija 2008 je organizacija ICANN napovedala, da bo sprostila registracijo vrhnjih internetnih domen, kar bo odpravilo omejitve pri registraciji in bo ime vrhnje domene lahko povsem poljubno. Hkrati bo mogoče prvič registrirati domene v nelatiničnih pisavah, kar je bila ena od večjih kritik obstoječega sistema, ki je omejeval uporabo interneta v velikem delu sveta (približno štirim milijardam potencialnih uporabnikov).
14. junija 2012 je organizacija ICANN razkrila 1,930 kandidatov za nove vrhnje internetne domene. Po skrbnem pregledu kanidatur bodo te zaživele leta 2013.

## Rezervirane vrhnje internete domene
V RFC standardu 2606 so določene še štiri vrhnje domene s posebnimi nalogami. Te domene naj ne bi nikoli postale del vrhnje internetne domene v samih globalnih DNS strežnikih. 
- .example — rezervirano za uporabo kot primer
- .invalid — rezervirano za uporabo pri očitno nepravilnih domenah
- .localhost — rezervirano v namene izogibanja konfliktom s tradicionalno uporabo domene localhost
- .test — rezervirano za uporabo v preizkušanjih

## Povezave
Internet Corporation for Assigned Names and Numbers, uradna spletna stran